# Tears of Kali
Tears of Kali ist ein deutscher Horrorfilm aus dem Jahr 2004; das Spielfilmdebüt von Regisseur Andreas Marschall.

## Handlung
Ende der 1970er und Anfang der 1980er Jahre werden in Indien verschiedene Sekten als Meditations- und Selbsterfahrungsgruppen gegründet. Darunter befindet sich auch die Taylor-Eriksson-Gruppe, die mit radikalen Experimenten die dunklen Teile der Seele aus dem menschlichen Körper verbannen will. Alle Mitglieder haben ein Schweigegelübde abgelegt und so gibt es nach der Auflösung der Gruppe kaum Informationen über die Mitglieder oder die ausgeübten Praktiken.
Tears of Kali besteht aus drei unabhängigen Episodenfilmen, die als Titel die hinduistischen Begriffe Shakti, Devi sowie Kali tragen und von ehemaligen Mitgliedern der Taylor-Eriksson-Gruppe handeln. Als Rahmenhandlung dienen Rückblicke auf Poona 1983, als die Gruppe ihre Blütezeit hatte. Nach und nach erfährt man die dunklen Geheimnisse dieser Sekte. Die Episoden sind nach Motiven aus dem Hinduismus benannt.

### Shakti
Die Journalistin Tansu Yilmaz besucht Elisabeth Steinberg in einer Berliner Psychiatrie. Hier büßt das ehemalige Sektenmitglied für die Mitschuld am rätselhaften Tod ihres Gurus Sarmafan. Angeblich hat sie einen männlichen Mitkommunarden zu dem Mord angestiftet. Aber die Journalistin verwickelt die sanfte Frau rasch in Widersprüche und reißt den Schleier von einer ungeheuerlichen Wahrheit. Was als Interview beginnt, entwickelt sich zu einem alptraumhaften Kampf auf Leben und Tod.

### Devi
Dr. Steiner soll Robin Borg helfen. Der aus der Hooligan-Szene stammende junge Mann versucht sich den therapeutischen Ansätzen von Dr. Steiner zu entziehen. Auf Grund der fehlenden Ehrlichkeit und der aggressiven Art von Borg versucht der Arzt ihn aus der Reserve zu locken und verspottet ihn. Schlussendlich nimmt er den Einstiegssatz des jungen Mannes, „Ich will raus aus meiner Haut!“, wörtlich und zwingt den jungen Mann unter Hypnose dazu, sich selbst zu häuten.

### Kali
Der Heiler Edgar, der sich selbst für einen Scharlatan hält, behandelt in einer alten Villa während einer Gruppentherapie die Patientin Mira. Diese scheint seit ihrem Aufenthalt in Indien von einer rätselhaften Krankheit befallen. Zu seiner eigenen Überraschung kann Edgar Mira von ihrem Leiden befreien. Aber nun schleicht eine dunkle Macht durch den Keller der alten Villa und sucht ihre Opfer. Denn Miras „Krankheit“ ist ein Wesen aus einer jenseitigen Dimension, das einen neuen Wirt braucht...

## Entstehungsgeschichte
Andreas Marschall bekam die Idee nach Besuch eines Selbsterfahrungskurses. An der privaten Schauspielschule „REDUTA“ in Berlin entstand im Rahmen eines Kamera-Workshops der Kurzfilm „Der Kali Prozess“ in Zusammenarbeit mit Heiner Thimm, der eine wohlwollende Besprechung in der Zeitschrift „Splatting Image“ bekam. Ein Jahr später griff Marschall die Idee von „New Age“ und Selbsterfahrung als Thema eines Horrorfilms erneut auf und drehte wiederum mit einer Schauspielklasse die Episode „Shakti“. Nach einer Testaufführung des kurzen Films in einem Kino in Oberammergau schlug Produzent Sami Balkas („Track“) vor, das Projekt zu einem Episodenfilm im Stil von Mario Bavas „Die drei Gesichter der Furcht“ auszuweiten. Nach dem Einstieg der Firma „Anolis“ entstand die zweite Episode „Devi“ mit deutlich besserer Mini DV-(progressive)Technik. Kurze Zeit spielte man mit dem Gedanken, noch den älteren Kurzfilm „Der Kali Prozess“ einzubinden, doch fügte er sich weder inhaltlich noch optisch in die Kompilation ein.
Die unfertige 71-minütige Fassung von „Tears of Kali“, bestehend aus „Shakti“, „Devi“ und der verbindenden Rahmenhandlung, wurde auf der Filmmesse Mifed in Mailand internationalen Filmhändlern vorgestellt. Das Interesse der Käufer war überraschend groß. Zudem bekundeten mehrere internationale Festivals, u. a. der Chef des „Cinenygma“ Luxembourg Romain Roll, ihr Interesse bereits anhand der unfertigen und nicht gemischten Fassung des Films, so dass es nun möglich wurde, die dritte Episode „Kali“ mit einem moderaten Budget zu drehen und eine angemessene Postproduktion vorzunehmen.
Auf mehreren Festivals wurde der Film dann zunächst in einer 117-minütigen, dann in einer 109-Minuten-Fassung gezeigt. Die Deutschland-Premiere fand anlässlich eines Forentreffen des Wicked-Vision-Filmmagazins statt.

## DVD
Auf DVD wurde eine 106-Minuten-Fassung veröffentlicht, zunächst als Standardfassung für Videotheken, sowie eine Special Edition mit zwei DVDs im Digipak. Als Bonusmaterial wurden der ursprüngliche Kurzfilm „Der Kali Prozess“, diverse Musikvideos des Regisseurs und fehlende Szenen beigefügt. Zudem enthielt diese Special Edition auch den Soundtrack des Films als Audio-CD.

## Auszeichnungen
- Special Mention (Brüssel, 2004)
- Silver Meliés, Best European Fantasy Movie (Luxemburg, 2004)
- L’Anello d’Oro – Golden Ring (Ravenna, 2004)
- Genre Award – Best Horrorfilm (New York Independent Film Festival, 2005)
- Best Art Direction – Best Editing (Baja California Filmfest 2005)

## Kritiken
- „Handfester Thriller. Trotz des geringen Budgets eine Amateurproduktion mit handwerklichem Geschick.“[2]
- „Marschall erschafft eine klaustrophobische Atmosphäre, die ihresgleichen sucht. Der Spannungsbogen wird im Sekundentakt erhöht und die düstere Ausleuchtung der Kellergewölbe, verbunden mit der phantastischen Kamerabreit [sic] von Heiko Merten, lassen […] an die besseren Dario Argento-Zeiten erinnern.“[3]
- „right from the opening scenes […] through to the concluding and best of the three tales […] there is no let up. This is grim stuff and it is all the better for it“[4]
- „Auch wenn Tears of Kali nicht wirklich langweilig ist und er ein paar kurzzeitig etwas unheimliche Minuten vor dem Fernseher spenden kann, ist er alles in allem derartig bescheuert, dass man die DVD aus dem Player nehmen, darauf herumhüpfen und sie schließlich verbrennen möchte.“[5]
- „Hauptmanko ist der allgemeine Look des auf Digital Video gedrehten Films.“[6]
- „Overall it’s a shame. It could have been brilliant if it had decided to actually unravel the mystery it was creating rather than thickening it.“[7]
- "In this writers humble opinion, „Tears of Kali“ is one of the best – and believe me, scariest, and I mean it horror movies in years"[8]
- „Perfekt arrangiert, opulent in Szene gesetzt und mit einem hervorragenden Aufgebot an jungen Talenten und etablierten Stars...“[9]

## Trivia
Der Film enthält zahlreiche Anspielungen auf diverse Horror- und Splatterfilme. So ist die Selbsthäutung in Episode 2 eine Reminiszenz an Hellbound – Hellraiser II. Die Namensgebung des Hooligans ist eine Anspielung auf die Borg aus Raumschiff Enterprise: Das nächste Jahrhundert, die ebenso wie der Protagonist keine Gefühle empfinden können und nur in der Gruppe gefährlich werden können. Das Ausstechen eines Auges erinnert von der Machart her an Zombi 2.